# Antonio Siciliano
Antonio Siciliano (Taurianova, 4 febbraio 1936) è un montatore italiano.

## Biografia
Dal 1973 in poi ha lavorato come montatore in oltre centocinquanta produzioni fra film cinematografici italiani e serie televisive. Nel 1992 ha vinto il David di Donatello per il miglior montatore per il film Maledetto il giorno che t'ho incontrato di Carlo Verdone.

## Filmografia parziale
- Stasera Fernandel, regia di Camillo Mastrocinque - serie TV (1968)
- Il vero e il falso, regia di Eriprando Visconti (1972)
- Perché si uccide un magistrato, regia di Damiano Damiani (1974)
- Il secondo tragico Fantozzi, regia di Luciano Salce (1976)
- Il... Belpaese, regia di Luciano Salce (1977)
- Mia moglie è una strega, regia di Castellano e Pipolo (1980)
- Il caso Graziosi, regia di Michele Massa (1981)
- Segni particolari: bellissimo, regia di Castellano e Pipolo (1983)
- Un tenero tramonto, regia di Raimondo Del Balzo (1984)
- Grandi magazzini, regia di Castellano e Pipolo (1986)
- Sicilian Connection, regia di Tonino Valerii (1987)
- L'angelo con la pistola, regia di Damiano Damiani (1992)
- Quattro figli unici, regia di Fulvio Wetzl (1992)
- La Frontiera, regia di Franco Giraldi (1996)
- La grande quercia, regia di Paolo Bianchini (1997)
- Un nero per casa, regia di Gigi Proietti - film TV (1998)
- Prima la musica, poi le parole, regia di Fulvio Wetzl (2000)
- Mineurs, regia di Fulvio Wetzl (2007)
- Il giudizio, regia di Gianluca Mattei e Mario Sanzullo (2021)